# Ауди Тип K
Ауди Тип K (на немски: Audi Typ K) е модел на Ауди от среден клас, произвеждан между 1922 и 1925 година. Пред публика е представен за първи път на автоизложението в Берлин през 1921 г. Това е първият сериен автомобил с волан от лявата страна в Германия.
Двигателят е четирицилиндров редови с обем от 3.6 литра. Мощността му е 50 к.с. (37 kW), максималната скорост – 95 км/ч. Автомобилът е със задно задвижване и четиристепенна скоростна кутия.
Предлага се в три варианта: лимузина с четири врати, туристически автомобил с четири места и двуместно купе-кабриолет.
До края на производството са направени 750 екземпляра. Моделът е наследен от Ауди Тип M.